# 손미
손미(1979년 9월 13일~)는 조선민주주의인민공화국의 탁구 선수로, 1996년 하계 올림픽에 참가했다.